# Divisione Etna
La divisione Etna è stata un reparto della Guardia nazionale repubblicana della Repubblica sociale italiana, creato attraverso la riunione delle unità contraeree e antiparacadutisti.

## Nascita
L'unità venne creata nell'agosto 1944 in seguito ad attriti con i comandi tedeschi, per raggruppare organicamente vari reparti fino ad allora autonomi in modo che venissero subordinati ad un generale, che avrebbe avuto un maggior peso rispetto agli ufficiali superiori nei rapporti con gli alleati tedeschi. Un altro motivo era quello di sottrarre personale italiano all'accaparramento tramite arruolamenti forzati da parte di formazioni ausiliarie tedesche, come l'organizzazione Todt e la contraerea. Tra i reparti venne incluso anche il battaglione Fiamme Bianche, che era costituito da adolescenti. Al comando venne designato il generale Giuseppe Volante, che venne ucciso in un mitragliamento aereo il 2 gennaio 1945, al rientro a Brescia da una ispezione ai reparti. Era prevista una seconda divisione analoga, denominata Vesuvio, che non venne però costituita.

## Operatività
Alla metà dell'aprile del 1945 la divisione costituì due gruppi di combattimento che vennero schierari in prima linea, uno in Lombardia sulla linea Sesia-Agogna e l'altra in Emilia tra Ferrara e Ravenna.

## Organico
Durante la sua vita la divisione incorporò:
- varie compagnie autonome
- I battaglione d'assalto Roma
- II battaglione ciclisti d'assalto Venezia Giulia
- III battaglione M d'assalto Pontida
- Battaglione paracadutisti Mazzarini
- Gruppo corazzato Leonessa
- CXV battaglione M Montebello
- XXIX battaglione M
- I battaglione granatieri Ruggine
- II battaglione controcarri Ruggine
- III battaglione d'assalto Ruggine
- Battaglione guardia del Duce
- Reparto cavalleggeri
- Legione M Tagliamento (dal 13 aprile 1945)
- Battaglione Fiamme Bianche

Secondo altre fonti, il gruppo corazzato Leonessa rimase autonomo.